# Фридрих III фон дер Нойербург
Фридрих III фон дер Нойербург (на немски: Friedrich III von der Neuerburg; * ок. 1258/пр. 1272, Нойербург, Райнланд, Прусия; † ок. 11 май 1330) от странична линия на графовете на Вианден, е господар на замък Нойербург до Нидербрайтбах в Рейнланд-Пфалц.

## Произход
Той е син на Фридрих II фон дер Нойербург († 1281), господар на Нойербург и Коберн, и съпругата му Ерменгарда/Ирменгарда фон Еш († сл. 1292), дъщеря на Роберт фон Еш, фогт на Колфланс († 1262/1266) и Ерменгарда д'Аспремон († сл. 1271). Внук е на Фридрих I фон дер Нойербург († 1258) и Цецилия фон Изенбург († сл. 1267), наследничка на замък Коберн. Брат е на рицар Робин фон Коберн († пр. 1306) и на Дитрих фон Бранденбург († 1317/1318).

## Фамилия
Фридрих III фон дер Нойербург се жени ок. 1280 г. за Елизабет († сл. 1326). Те имат една дъщеря:
- Луция фон дер Нойербург (* ок. 1284; † сл. 1327), наследничка на Нойербург и Еш, омъжена ок. 1303 г. за Йохан фон Долендорф-Кроненбург (* пр. 1302; † сл. 26 октомври 1327)